# Roni Horn

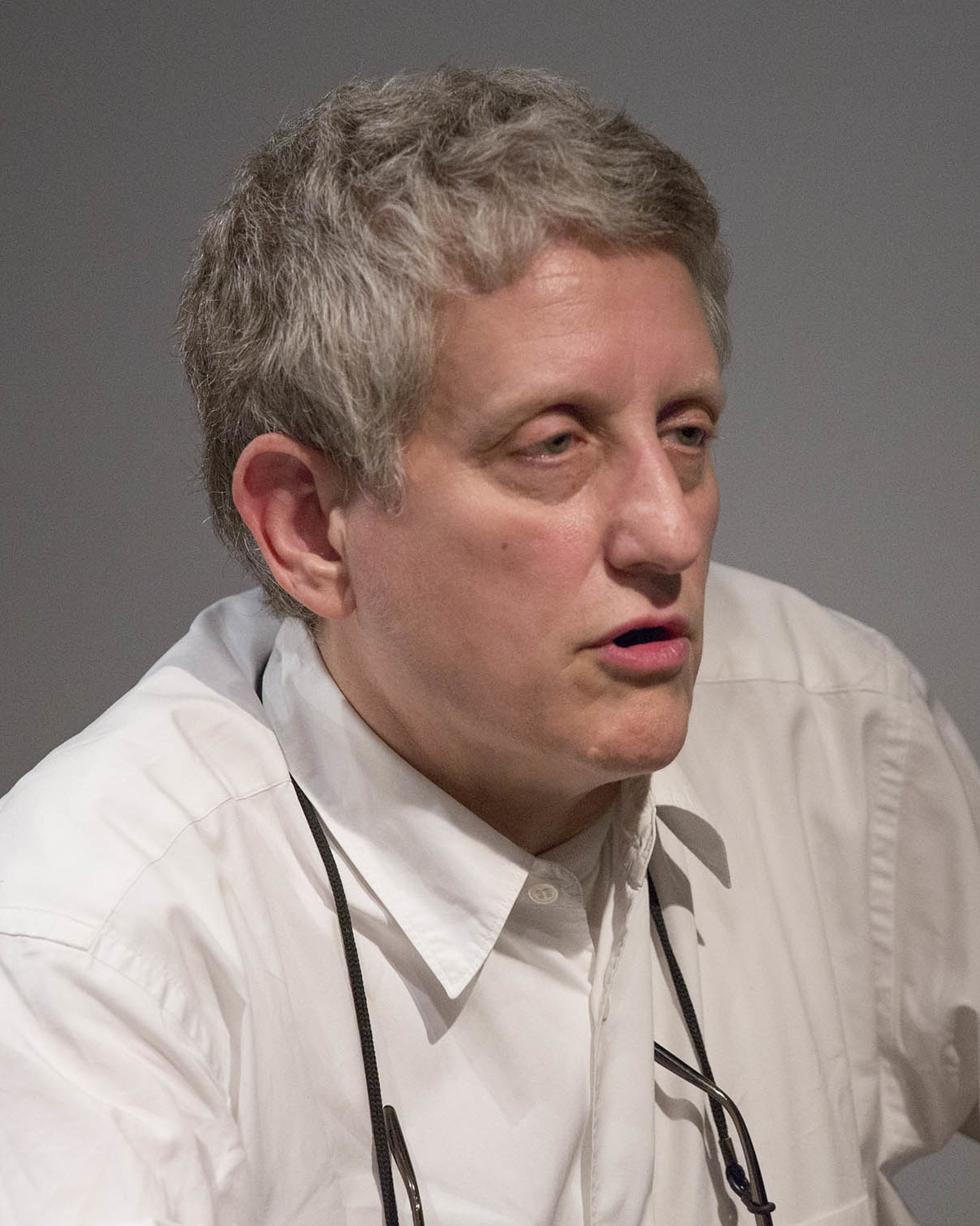
Roni Horn, 2014

Roni Horn (* 25. September 1955 in New York) ist eine US-amerikanische Künstlerin. Ihr Werk umfasst Zeichnungen, Skulpturen, fotografische Installationen, Texte und Künstlerbücher.

## Leben und Werk

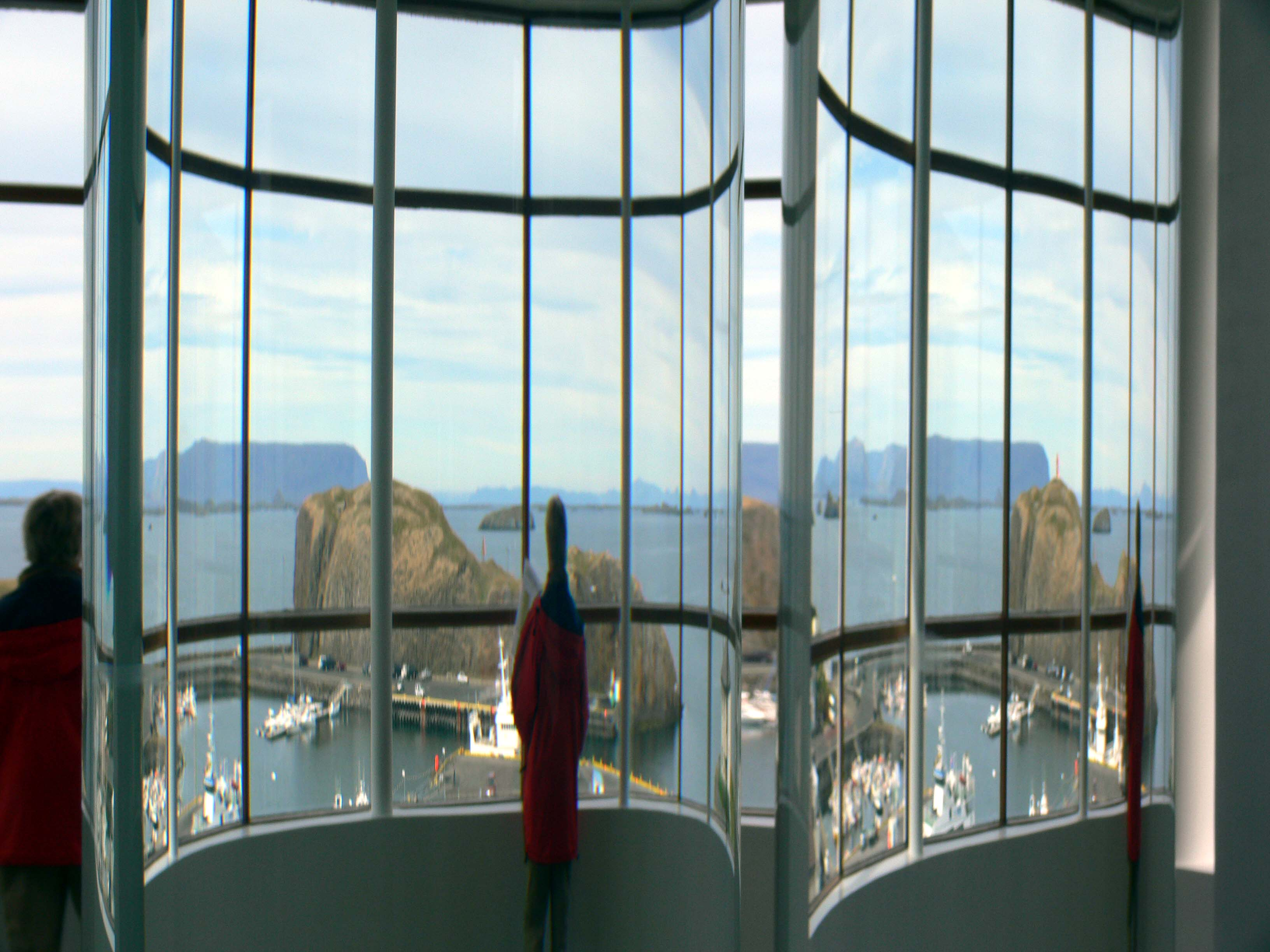
Vatnasafn / Library of Water in Stykkishólmur, Island, 2007

Roni Horn nahm ihr Kunststudium an der Rhode Island School of Design auf, wo sie von 1972 bis 1975 einen Bachelor of Fine Arts absolvierte. 1976 wechselte sie an die Yale University in den Schwerpunkt Skulptur, wo sie 1978 mit dem Master of Fine Arts abschloss. Ein Reisestipendium (Alice Kimball Traveling Fellowship) ermöglichte Horn im Anschluss an ihr Studium eine mehrmonatige Reise mit dem Motorrad durch Island, wohin sie seither immer wieder zurückkehrt. Die Erfahrungen und Eindrücke in Island beeinflussen Horns künstlerische Arbeit maßgeblich. Sie sind Ausgangspunkt vieler Werke, wie etwa der fortlaufenden Serie von Publikationen To Place, die Horn 1990 begann, sowie des 2007 entwickelten Langzeitprojekts Vatnasafn / Library of Water, das u. a. eine Installation von Glaszylindern enthält, in denen das Wasser von 24 isländischen Gletschern gespeichert ist.
Horn versucht mit ihren Werken eine Androgynie bzw. Vielfalt im Wesen einer Person oder eines Gegenstandes aufzuzeigen und entwickelt dafür ein Konzept von Identität als etwas kontinuierlich Wandelbarem. Eine künstlerische Strategie, die Horn nutzt, um dies zum Ausdruck zu bringen, ist die Paarung ähnlicher, jedoch nicht identischer fotografischer Bildmotive (z. B. Dead Owl, 1998) oder Skulpturen (z. B. Things that happen again, 1986 und Untitled (Flannery), 1996–97). Zudem arbeitet sie mit Motiven wie Landschaft, Wetter oder Wasser (z. B. Still Water (The River Thames, for Example), 1999–2000) und mit Materialien wie Wasser oder Glas (z. B. Opposites of white, 2006–2007), die in ihrer Gestalt und ihrem Zustand per se veränderlich sind.
Die konkrete Platzierung der Werke im Ausstellungsraum und die damit einhergehende Beeinflussung der Erfahrung der Betrachter spielt für Horn eine wichtige Rolle und betont ihre Vorstellung von Bewusstsein und Wahrnehmung als situativ und flüchtig.
Ihre Werke sind unter anderem in der Yale University Art Gallery vertreten. Sie nahm 1992 an der von Jan Hoet konzipierten Documenta IX in Kassel teil. Im Jahr 1998 erhielt sie den Alpert Award, 2013 den Joan-Miró-Preis.

## Ausstellungen
- 2024: Roni Horn: The Detour of Identity. Louisiana Museum of Modern Art, Kopenhagen, 2. Mai 2024 bis 1. September 2024[9]
- 2024: Roni Horn: Give Me Paradox or Give Me Death. Museum Ludwig, Köln, 23. März bis 11. August 2024[10]
- 2021: Roni Horn: Buch – Zeichnung – Fotografie. Kunsthaus Göttingen, 4. Juni bis 8. August 2021[11]
- 2019: Roni Horn: When I Breathe, I Draw, Part I. Menil Collection, Houston, 15. Februar bis 5. Mai 2019
- 2016/2017: Roni Horn – The Selected Gifts, 1974-2015. Fondation Beyeler, Riehen, 11. Juni 2016 bis 1. Januar 2017, Kuratorin Theodora Vischer.[12][13]
- 2015: Roni Horn: „Butterfly to Oblivion“. Fondation Vincent van Gogh Arles, 12. Juni bis 20. September 2015, Kuratorin Bice Curiger[14]
- 2015: Gemeinschaftsausstellung: On the Road. Santiago de Compostela
- 2014: Roni Horn. Everything was sleeping as if the universe were a mistake. Fundació Joan Miró, Barcelona, 20. Juni bis 28. September 2014[15]
- 2013/2014: Roni Horn. Portrait of an image. Schirn Kunsthalle Frankfurt, 12. Dezember 2013 bis 26. Januar 2014[16]
- 2011: Roni Horn. Photographien. Kunsthalle Hamburg[17]
- 2010: Roni Horn. Well and Truly. Kunsthaus Bregenz, 24. April bis 4. Juli 2010[18]
- 2009/2010: Roni Horn aka Roni Horn. Whitney Museum of American Art, New York City, 6. November 2009 bis 24. Januar 2010, Kuratoren Donna De Salvo, Carter E. Foster, Mark Godfrey[19]
- 2009: Roni Horn aka Roni Horn. Tate Modern, London, 25. Februar bis 5. Mai 2009, Kuratoren Donna De Salvo, Carter E. Foster, Mark Godfrey[20]
- 1999: Roni Horn & On Kawara, Museum für Moderne Kunst Frankfurt, 5. Februar bis 25. April 1999, Kurator Rolf Lauter[21]
- 1983: Roni Horn – Drei Arbeiten. Städtische Galerie im Lenbachhaus und Kunstbau, München, 12. Oktober bis 19. November 1983[22]

## Sammlungen
- DZ BANK Kunstsammlung, Frankfurt am Main
- Fondation Beyeler, Riehen: Dead Owl, 1998;[23] Opposites of White, 2006–2007[24]
- Kunstmuseum Basel, Basel
- Kunstmuseum Winterthur, Winterthur
- Museum of Contemporary Art Chicago, Chicago: ‘Pair Object’ VIa, 1990[25]
- Museum of Modern Art, (MoMA), New York City: mcachicago.orgBluff Life, 1982;[26] Still Water (The River Thames, for Example), 1999;[27] Clowndoubt (Joe), 2001;[28] Were 3, 2002;[29] Untitled (Aretha), 2002–2004[30] u. a.
- Solomon R. Guggenheim Museum, New York City: Gold Field, 1980–1982;[31] Untitled (Flannery), 1996–1997;[32] Pi, 1997–1998[33] u. a.
- Tate Modern, London: Still Water (The River Thames, for Example), 1999;[34] Pink Tons, 2009[35] u. a.

## Publikationen
- Roni Horn, Phaidon, Berlin 2000.
- Kilimanjaro Issue 13: A Love Letter to Roni Horn, Kilimanjaro, London 2011.
- Selected Drawings 1984–2012, JRP Ringier Kunstverlag, Zürich 2012.
- Franz Kafka. Der Bau, mit Zeichnungen von Roni Horn, Fischer, 2014.
- Island Zombie, Princeton University Press, 2023.

### To Place
- Bluff Life, Peter Blum Edition, New York 1990.
- Folds, Mary Boone Gallery, New York 1991.
- Lava, New York 1992.
- Pooling Waters, Walther König, Köln 1994.
- Verne’s Journey, Walther König, Köln 1995.
- Haraldsdóttir, Ginny Williams, Denver 1996.
- Arctic Circles, Ginny Williams, Denver 1998.
- Becoming a Landscape, Ginny Williams, Denver 2001.
- Doubt Box, Steidl, Göttingen 2006.
- Haraldsdóttir, Part Two, Steidl, Göttingen 2011.
- Mother, Wonder, Steidl, Göttingen 2023.

### Steidl
- Becoming a Landscape, 2001.
- Dictionary of Water, Steidl, Göttingen 2001.
- This is Me, This is You, Steidl, Göttingen 2002.
- If on a Winter’s night, Steidl, Göttingen 2003.
- Some Thames, Steidl, Göttingen 2003.
- Cabinet of Roni Horn, Steidl, Göttingen 2004.
- Her, Her, Her, & Her, Steidl, Göttingen 2004.
- To Place – Postcards, Steidl, Göttingen 2004.
- Wonderwater, Steidl, Göttingen 2004.
- Index Cixous, Steidl, Göttingen 2005.
- Rings of Lispector (Aqua Viva), Steidl, Göttingen 2006.
- A Kind of You, Steidl, Göttingen 2007.
- Herðubreið at Home, Steidl, Göttingen 2007.
- Weather Reports You, Vedidvitnar (isländisch), Steidl, Göttingen 2007.
- Bird, Steidl, Göttingen 2008.
- Roni Horn aka Roni Horn, Steidl, Göttingen 2009.
- Vatnasafn. Library of Water, Steidl, Göttingen 2009.
- aka, Steidl, Göttingen 2010.
- Another Water, Steidl, Göttingen 2011.
- hack wit, Steidl, Göttingen 2015.
- The Selected Gifts, 1974–2015, Steidl, Göttingen 2016.
- Th Rose Prblm, Steidl, Göttingen 2016.
- Dogs’ Chorus, Steidl, Göttingen 2019.
- Remembered Words, A Specimen Concordance, Steidl, Göttingen 2019/2022.
- Félix Gonzáles-Torrez, Steidl, Göttingen 2022.
- LOG, Steidl, Göttingen 2022.
- Weather Reports You, Steidl, Göttingen 2022.

### Ausstellungskataloge
- Roni Horn. Skulpturen, Kunstraum München, München 1980.
- Roni Horn, Glyptothek München, Kunstraum München, München 1983.
- Roni Horn, Museum of Contemporary Art, Los Angeles 1990.
- Things which happen again, Westfälischen Kunstverein, Münster, Städtisches Museum, Mönchengladbach 1991.
- Rare spellings, selected drawings 1985–1992, Kunstmuseum Winterthur, Kölnischer Kunstverein, Richter, Düsseldorf 1993.
- Roni Horn, De Pont, Tilburg, Lecturis, Eindhoven 1994.
- Inner Geography, The Baltimore Museum of Art, 1994.
- Roni Horn. Zeichnungen, Museum für Gegenwartskunst Basel, Cantz, Ostfildern 1995.
- Gurgles, Sucks, Echoes, Matthew Marks Gallery, New York, Jablonka Galerie, Köln, Köln 1995.
- Making being here enough. Installations from 1980 to 1995, Kunsthalle Basel, Kestnergesellschaft Hannover, 1995.
- Life Cycles. Roni Horn. William Kentridge. u. a., Galerie für zeitgenössische Kunst, Leipzig 1999.
- Roni Horn, Staatsgalerie Moderne Kunst, München, Hatje-Cantz, Ostfildern 1999.
- Pi, Hatje-Cantz, Ostfildern 2000.
- If on a winter’s night, Fotomuseum Winterthur, Steidl, Göttingen 2003.
- Roni Horn. Catalogs, artist’s books and monographs, hg. Gianni Paravicini, Ed. Periferia - Milano
- Roni Horn, Rings of Lispector (agua viva), Hauser & Wirth, Steidl, Göttingen 2005.
- Roni Horn - Well and Truly, Kunsthaus Bregenz, Walther König, Köln 2010.
- Roni Horn. Photographien, Hamburger Kunsthalle, Hamburg 2011.
- Roni Horn, Sammlung Goetz, München, Hatje-Cantz, Ostfildern 2012.
- Roni Horn, Portrait of an image, Schirn-Kunsthalle, Frankfurt, Hirmer, München 2013.
- Roni Horn, La Fabrica, Madrid 2013.
- Roni Horn. Everything was sleeping as if the universe was a mistake, Fundacio Joan Miro, Barcelona 2013.
- Roni Horn, Fondation Beyerle, Riehen/Basel, Hatje-Cantz, Berlin 2016.
- land_scope. Fotoarbeiten von Roni Horn bis Thomas Ruff aus der DZ Bank Kunstsammlung, Stadtmuseum München, Snoeck, Köln 2018.
- Roni Horn. Give Me Paradox or Give Me Death, hg. Yilmaz Dziewior, Museum Ludwig, Köln; Steidl Verlag, Göttingen 2024.
- Roni Horn. A Dream Not Dreamt, He Art Museum, China; Steidl Verlag, Göttingen 2024.